# Xã Whitewater, Quận Winona, Minnesota
Xã Whitewater (tiếng Anh: Whitewater Township) là một xã thuộc quận Winona, tiểu bang Minnesota, Hoa Kỳ. Năm 2010, dân số của xã này là 198 người.